# Chinchiná
Chinchiná là một khu tự quản thuộc tỉnh Caldas, Colombia. Thủ phủ của khu tự quản Chinchiná đóng tại Chinchiná Khu tự quản Chinchiná có diện tích 114 ki lô mét vuông. Đến thời điểm ngày 28 tháng 5 năm 2005, khu tự quản Chinchiná có dân số 61048 người.